# Acacia stipuligera
Acacia stipuligera é uma espécie de leguminosa do gênero Acacia, pertencente à família Fabaceae.